# Vrijheidshoed

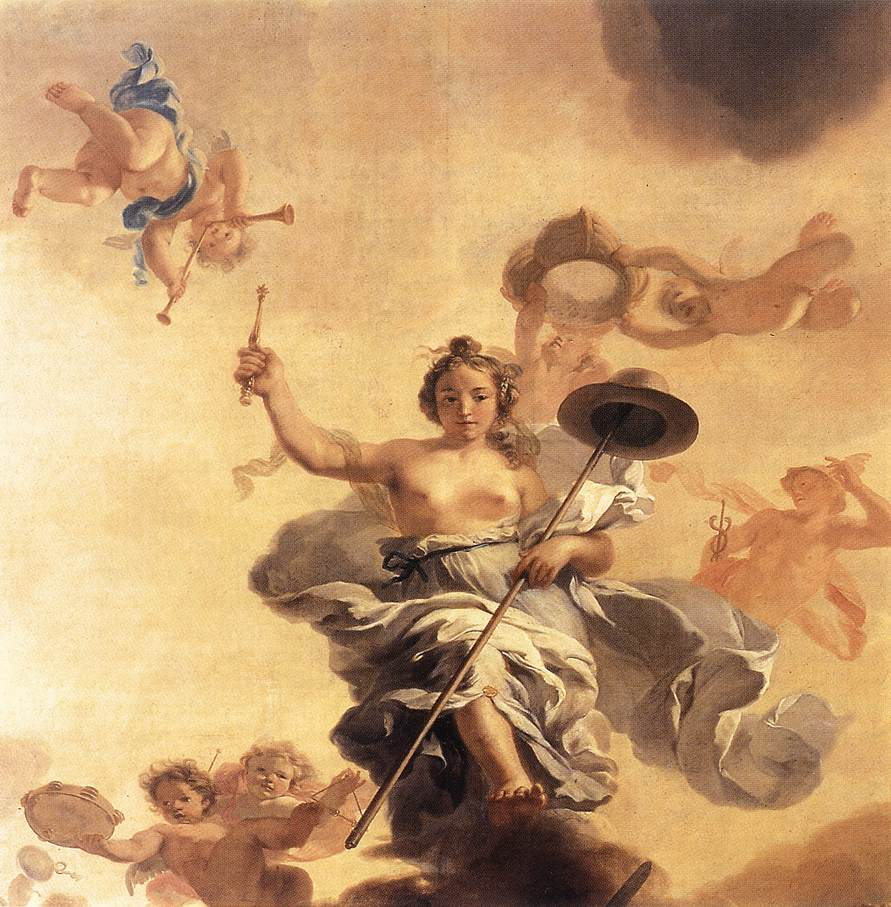
Vrijheidshoed op een piek (Allegorie op de Handelsvrijheid, Gerard de Lairesse. Locatie:Vredespaleis, Den Haag)

Een vrijheidshoed is een hoed die als symbool voor vrijheid wordt gebruikt in onder andere schilderkunst, op wapenschilden en op munten.

## Geschiedenis
De vrijheidshoed, of een pileus (een eenvoudige bolle muts) is een zinnebeeldige voorstelling die op tal van manieren voorkomt. Het zinnebeeld stamt uit de klassieke oudheid, waar de Romeinse staatsman en filosoof Marcus Tullius Cicero al schreef dat de vrijgelaten of vrijgekochte slaaf als teken van zijn vrijheid een hoofddeksel mocht dragen. Dat zinnebeeld werd door de Nederlandse opstandelingen tijdens de Tachtigjarige Oorlog overgenomen. Dit is onder andere op munten, prenten en titelpagina's van boeken, maar ook in beeldhouwwerk of glasschilderkunst te zien. Een van de vier zinnebeeldige figuren op de hoeken van het grafmonument van prins Willem van Oranje in de Nieuwe Kerk te Delft, draagt een hoed met opschrift Aurea Libertas (Gouden Vrijheid). Vaak prijkt de hoed op een stok, piek, lans of speer.
Zo werd ook, op de voorzijde van de gulden (ook wel piek of pop genoemd) die tot 1806 werd aangemunt, de Nederlandse maagd ofwel Belgia afgebeeld in de gedaante van  de Romeinse godin van de vrijheid Libertas die, leunend op een Statenbijbel, een speer vasthoudt met daarop een vrijheidshoed.
In de Oude of St. Nicolaaskerk te Amsterdam geeft een van de gebrandschilderde ramen een voorstelling van de Vrede van Munster. Zittend op een troon, boven aan een trap, verleent de koning van Spanje, Filips IV, het vredesverdrag aan de vele treden onder hem staande Nederlandse burgers. Deze zijn dus op een lager niveau afgebeeld dan de vorst. In hun handen houden zij echter een stok met daarbovenop een vrijheidshoed.
Het is van symbolische betekenis dat deze hoed ook boven de koningskroon uit uitsteekt: de burgerlijke vrijheid staat hoger dan de macht van keizers en koningen.
Ook de Frygische muts is een bekend hoofddeksel dat als vrijheidssymbool werd gebruikt. Deze rode muts is zeer bekend geworden door het Franse nationale symbool Marianne.
Dansen om een vrijheidsboom was een gebruik dat zijn oorsprong vindt in de Franse Revolutie. Deze boom werd meestal getooid met een hoed of muts.
In de Nederlanden werd de vrijheidshoed ook gebruikt op munten. Er werd echter geen gebruik gemaakt van een Frygische muts, maar van een gildehoed. Deze was niet op een paal geplaatst, maar op een piek (speer), waaruit de bereidheid om de vrijheid met wapens te verdedigingen blijkt.
Deze manier van het uitbeelden van de vrijheidshoed vindt men vandaag de dag nog steeds terug in gemeentewapens en bijvoorbeeld het logo van de Jongerenorganisatie Vrijheid en Democratie (JOVD).

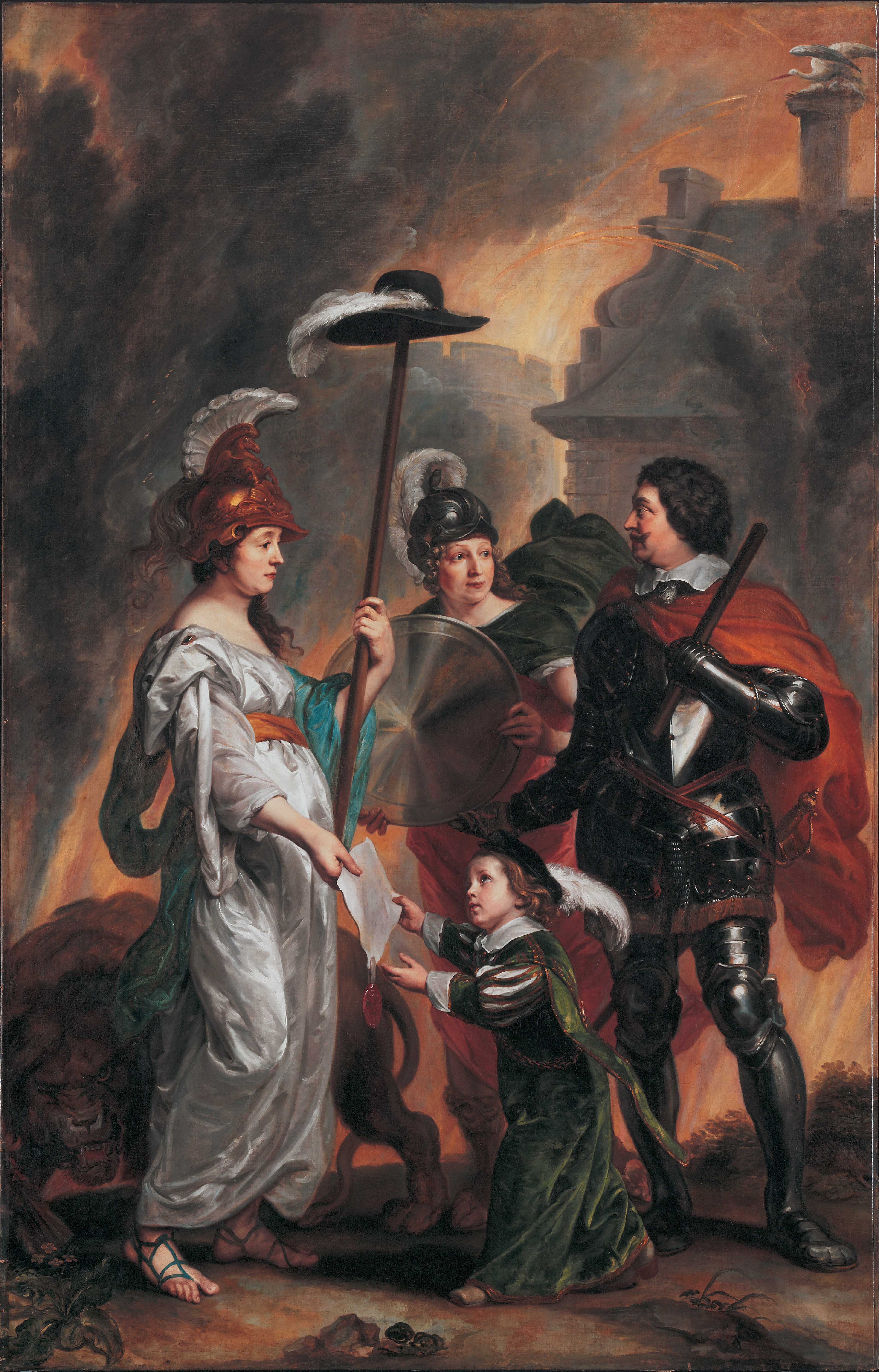
Willem II ontvangt de Akte van Survivance (Gonzales Coques, 1650)
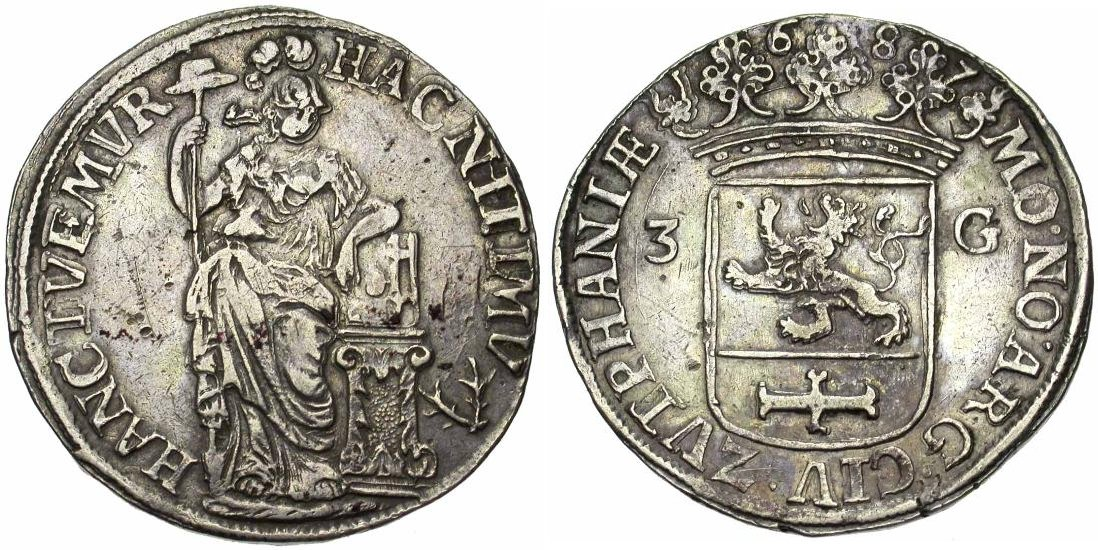
Vrijheidshoed op piek op een Nederlands muntstuk uit 1687
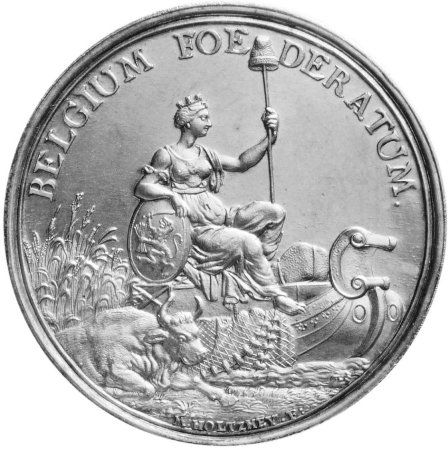
Belgia met (Frygische) muts en muurkroon, historiepenning uit 1716 door Martin Holtzhey
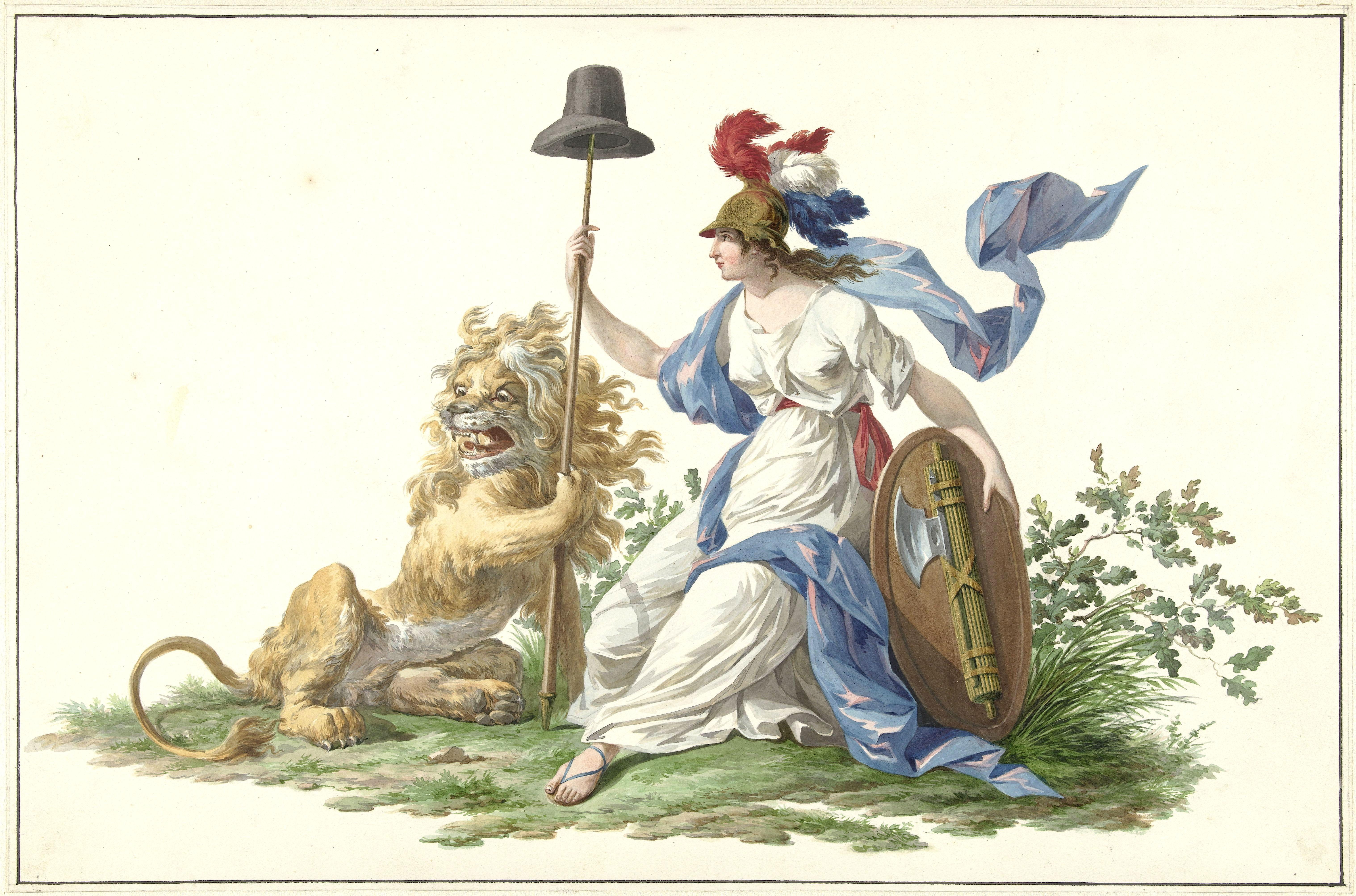
De Bataafse Maagd (1796)
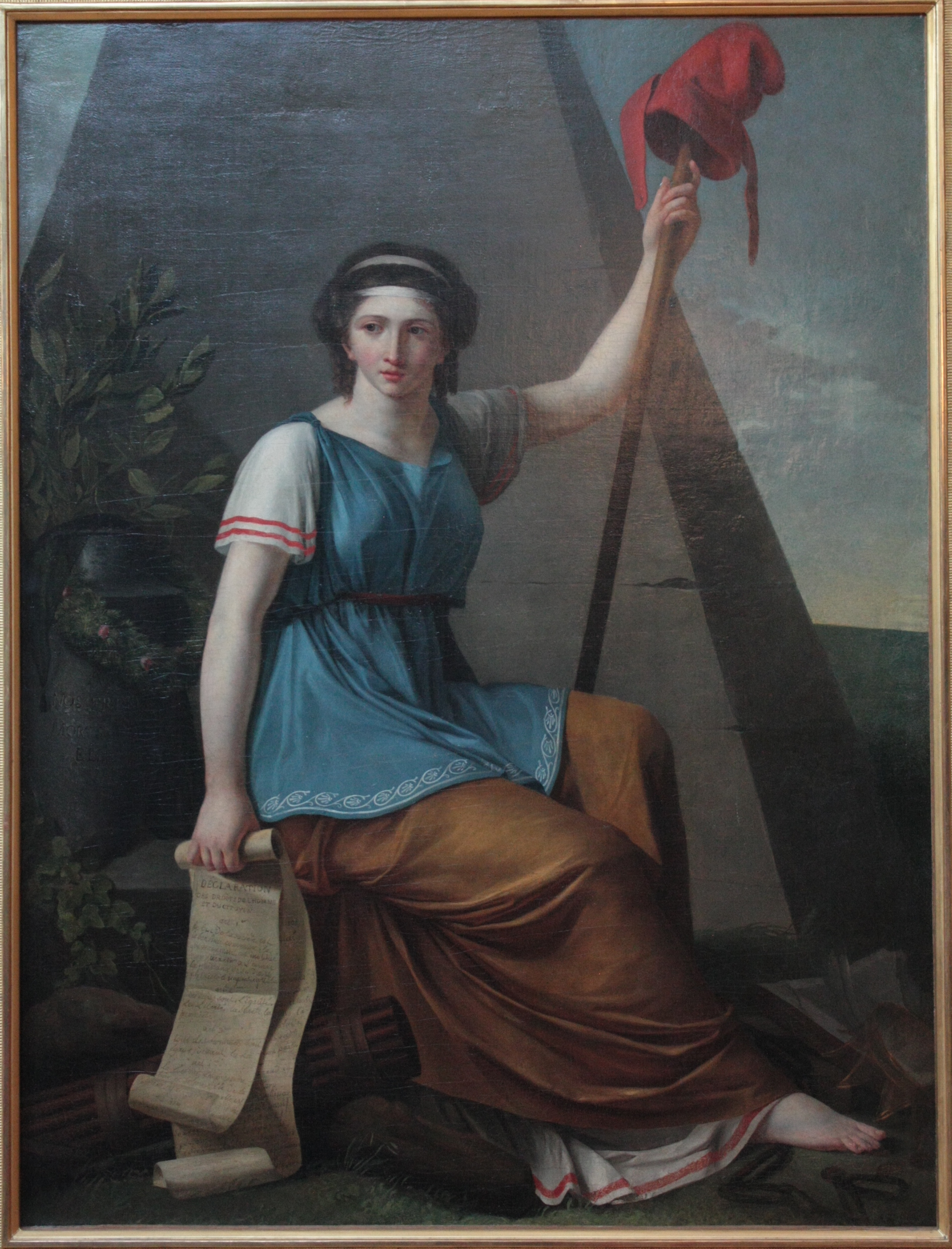
Allegorie op de Franse Revolutie door Jeanne-Louise (Nanine) Vallain (1767 - 1815)
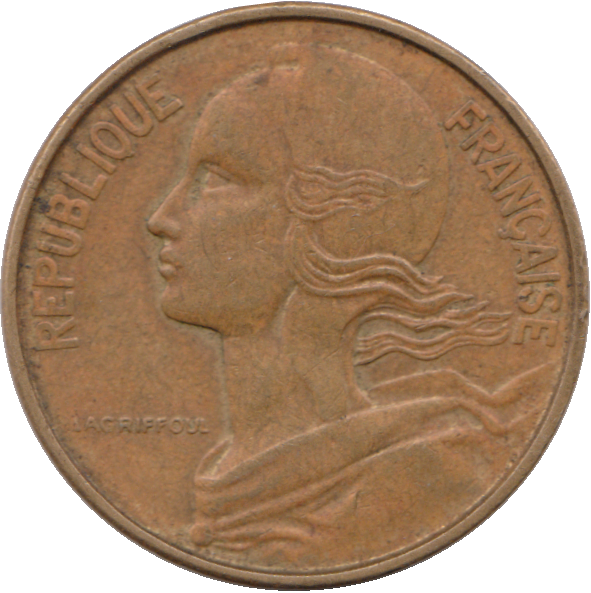
Marianne met Frygische muts op een Frans muntstuk uit 1962

adelaar · Agnus Dei · alliantiewapen · andreaskruis · ankerkruis · armoriaal · baldakijn · barensteel · bezant · Bourgondisch kruis · brisure · cartouche · centaur · cordelière · dekkleed · dorpsvlag · dorpswapen· drieberg · dubbelkoppige adelaar · dwarsbalk · fleur de lis · fleuron · Friese adelaar · gaande leeuw · gecarteleerd · Gelderse leeuw · gepaald · gravenkroon · groot wapen · griffioen · hartschild · helmkroon · helmteken · heraldische kleur · herautstuk · hermelijn · hoed · Hollandse tuin · huismerk · Jeruzalemkruis · karbonkel · keizerskroon · keper · koek · kromstaf · kroon · krukkenkruis · kwartier · kwartileren · kwartierzoom · leeuw · markiezenkroon · merlet · molenijzer · motto · muurkroon · nassaublauw · natuurlijke kleur · Nederlandse leeuw · Nederlandse Maagd · ombrellino · ordeketen · palen · pentagram · pijlenbundel · raadselwapen · raaf · respectant · riddertoernooi · rijksbanier · rijkskleuren · rijksstandaard · rijkswapen · roos · Rudolfinische keizerskroon · Saksenros · Saladins Adelaar · scharlakenrood · schildhoofd · schildhouder · schildvoet · schildzoom · schoof · schuinbalk · schuinstreep sinister · sinister · sleutels van Petrus · socialistische heraldiek · sprekend wapen · stadskleuren · standaard · stedenmaagd · ster · tinctuur · vair · vermeerdering · vlag · vorstenhoed · vrijheidshoed · vrijkwartier · vrouwenwapen · wapen · wapenbelasting · Wapenboek Beyeren · Wapenboek Gelre · wapenbord · wapendiploma · wapendier · wapenkast · wapenkoning · wapenmantel · wapenrecht · wapenrol · wapenstier · wapentent · wassende en afnemende maan · Waterlandse zwaan · Westfriese boomwapens · wildeman · wolfsangel · wrong